# MarketOnline
MarketOnline este un magazin online din România care comercializează online produse electonice, electrocasnice și IT&C.
Magazinul a fost înființat în anul 2006
și este deținut de compania Grifon Group.
Este unul dintre cele mai importante magazine online, alături de PCfun, eMag, PC Garage și Cel.ro.
Cifra de afaceri:
- 2008: 13,3 milioane euro[4]
- 2007: 5,5 milioane euro[1]